# Locomotiva FS 685
(Giovanni Cornolò)
Le locomotive a vapore del gruppo 685 sono state locomotive con tender delle FS per treni viaggiatori diretti e direttissimi di rodiggio 1-3-1 o 1C1, a vapore surriscaldato e a semplice espansione e dotate di un motore a quattro cilindri.

## Storia
Le locomotive del gruppo 685 sono la versione a vapore surriscaldato e a semplice espansione della precedente serie di locomotive del gruppo 680 delle Ferrovie dello Stato di cui ricalcano l'impostazione meccanica generale e le dimensioni. Furono costruite su progetto dell'Ufficio Studi di Firenze delle FS in 241 esemplari con distribuzione Walschaerts e 30 con distribuzione a valvole sistema Caprotti (queste ultime inizialmente classificate nel gruppo 686), entrate in servizio a partire dal 1912.  Successivamente, tra il 1921 e il 1930 iniziò la trasformazione in 685 di un consistente quantitativo di locomotive 680 che diede origine alle serie 685.300 (con distribuzione Walschaerts) e 685.500 (con distribuzione Caprotti). 
Tra 1931 e 1934 un ulteriore gruppo di 50 unità 680 venne trasformato mediante l'applicazione della distribuzione Caprotti, di un surriscaldatore e di un preriscaldatore Knorr dando luogo al sottogruppo S.685. 
Nel 1938 le FS decisero di attrezzare a scopo sperimentale cinque locomotive Gr.685 (965-966-969-972-981) di “quinta serie” con distribuzione Caprotti con il sistema Franco-Crosti che attraverso uno scambiatore di calore usava i gas di scarico per riscaldare l'acqua prima di immetterla in caldaia. Le locomotive erano caratterizzate, inizialmente, da un'ampia carenatura di colore verde, compreso il tender. Alcuni anni dopo vennero immatricolate nel gruppo 683. Per una migliore manutenzione nella seconda metà degli anni ‘40 la carenatura fu ridotta, e così anche il loro aspetto mutò, sia per la modifica della linea e sia per la nuova livrea adottata: il verde venne sostituito dal colore nero classico delle locomotive FS.Tra la fine di agosto e la metà di ottobre del 1941 la S.685.965 fu tenuta in esposizione in Jugoslavia, il 15 settembre 1942 la S.685.972 fu trasferita a Udine, dove il giorno successivo partì per l’Ungheria, noleggiata dalle Ferrovie Ungheresi per prove insieme alla 685.979, rientrando in Italia il 21 gennaio 1943.Nell’autunno del 1951 la S.685.981 da Venezia andò in Belgio per un paio di mesi, per eseguire prove di valutazione del sistema Franco-Crosti, per conto della Società Nazionale delle Ferrovie Belghe.
Poco noto rimase il fatto che negli anni '50 le FS avrebbero voluto procedere ad un massiccio programma di trasformazioni di locomotive del gruppo 685 (Walschaerts, Caprotti, ex680) con l'aggiunta dei Preriscaldatore Franco-Crosti sui fianchi della caldaia, escludendo però la costruzione della carenatura ritenuta troppo onerosa da mantenere. Le macchine così trasformate avrebbero avuto una conformazione simile alle Gr.743 e alle Gr.623, ma il progetto naufragò a causa dell'avanzare dell'elettrificazione in corrente continua.
Dopo l'elettrificazione delle direttrici padane, nel maggio 1959 le Gr.683 vennero assegnate tutte a Udine. Successivamente, nell’autunno del 1960, a parte la 981 rimasta a Udine, le quattro Gr.683 furono trasferite a Bari.
Nel luglio 1962 le 683.969 e 972 ritornarono a Udine dove rimasero fine alla fine della loro attività, mentre la 683.965 rimase a Bari. L'unità 966 fu trasferita a Foggia e ivi rimase inattiva fino della demolizione.
Nel 1933 la 685.410 venne sperimentalmente trasformata con motore a turbina. Nel 1931, in Italia ebbe luogo il primo viaggio di prova di una locomotiva, con rodiggio 1-4-1, il cui apparato motore era costituito da una turbina a vapore. L'iniziativa, propria del Prof. Belluzzo, progettista della turbina, e delle Officine Breda che costruirono il prototipo della locomotiva, fu apprezzata dalle FS ma non ebbe seguito pratico.  Le FS si rivolsero ad un altro progetto, sempre del Prof. Belluzzo, e fecero trasformare in macchina a turbine una locomotiva del gruppo 685, la 685.410. Le modifiche interessarono essenzialmente la parte anteriore della locomotiva che in luogo del tradizionale motore a pistoni ospitò la turbina, profondamente inserita nella camera fumo, e il doppio gruppo di riduzione ad ingranaggi. Il tutto era coperto da involucri di protezione da cui sporgevano i volani contrappesati e le bielle motrici ad essi collegati. Nonostante questo solitario prototipo avesse dato buona prova di sé, rimase isolato, forse perché ogni attenzione venne rivolta al programma di elettrificazione che avrebbe mutato strutturalmente la trazione ferroviaria in Italia e lo sviluppo non ebbe seguito. La turbina fu quindi smontata e la locomotiva riacquistò il suo motore e distribuzione standard.
La locomotiva 685 rappresenta senz'altro il compendio della massima espressione tecnologica italiana legata alla trazione ferroviaria a vapore e non a caso questa macchina, che in mani esperte era capace di regalare ottime prestazioni, venne affettuosamente ed informalmente ribattezzata "La Regina". Le unità del gruppo prestarono un importante servizio attivo fino agli anni '60. Con l'elettrificazione delle ultime linee principali della pianura padana il loro uso venne meno e nei primi anni '70, con la completa dieselizzazione delle linee secondarie, anche gli ultimi esemplari vennero radiati. La 685-196 fu l'ultima in servizio regolare, presso il deposito di Udine, dove venne da ultimo impiegata, fino al 1976 per un solo treno passeggeri giornaliero sulla Udine-Cervignano e per qualche merci. Successivamente rimase in servizio, dapprima a Trieste, solo per occasionali treni speciali. L'ulteriore unità oggi in servizio, la 685-089, radiata l'anno precedente dal deposito di Udine, venne conservata non funzionante al Museo Ferroviario di Trieste Campo Marzio per lunghi anni, fino a che nell'anno 2008 venne intrapreso il ripristino per l'utilizzo nei treni storici.

## Caratteristiche
Le locomotive furono costruite a vapore surriscaldato (con surriscaldatore di tipo Schmidt) e a semplice espansione, con 4 cilindri motori di cui 2 interni e 2 esterni. L'incremento di potenza fu notevole rispetto alla precedente versione a vapore saturo e doppia espansione arrivando a 1.250 CV. 
La caldaia era dello stesso tipo ma a 12 bar di pressione e produceva il quantitativo di vapore orario di 10.200 kg. Il distributore del vapore era a stantuffi, la distribuzione del tipo Walschaert. Dopo una sperimentazione del 1923 su quattro locomotive, ad altre 30 unità di nuova costruzione venne applicata la distribuzione Caprotti.
La struttura portante della locomotiva era costituita da un carro rigido gravante sulle 3 grandi ruote motrici la cui sala anteriore costituiva assieme alla prima sala portante un carrello di tipo italiano in grado di traslare di 60 mm sul perno per facilitare l'inscrizione in curva. La sala posteriore portante invece poteva spostarsi trasversalmente di 20 mm.
La locomotiva era in grado di fornire il riscaldamento a vapore per le carrozze viaggiatori rimorchiate.
Il freno era ad aria compressa, di tipo continuo automatico e moderabile per la sola locomotiva. Il freno di stazionamento era sul tender.

## Locomotive conservate
| Tipo                      | Numero      | Immagine | Data di costruzione | Numero di fabbrica | Luogo                                                              | Note |
| ------------------------- | ----------- | -------- | ------------------- | ------------------ | ------------------------------------------------------------------ | --- |
| Classica di seconda serie | FS 685.068  |          | 1914                | 1572               | Museo nazionale ferroviario di Pietrarsa                           | Versa in ottimo stato di conservazione ma non atta a circolare in quanto esposta al chiuso                                                                                     |
| Classica di seconda serie | FS 685.089  |          |                     |                    | D.R.S. di Pistoia                                                  | Restaurata meccanicamente nel 2008, usata per treni storici dall'Associazione Toscana Treni Storici Italvapore.                                                                |
| Classica di terza serie   | FS 685.196  |          | 1921                | 1837               | Deposito locomotive di Verona                                      | Ultima unità ritirata dal servizio regolare, è stata assegnata definitivamente al deposito di Verona dal 2013. Usata per treni storici dall'Associazione Veneta Treni Storici. |
| Classica di quarta serie  | FS 685.222  |          | 1926                | 120                | D.R.S. di Pistoia                                                  | Posseduta dall'Associazione Toscana Treni Storici "Italvapore", non è atta a circolare e viene usata come fonte di pezzi di ricambio.                                          |
| S                         | FS S685.600 |          | 1908                | 1000               | Museo nazionale della scienza e della tecnologia Leonardo da Vinci | Unica sopravvissuta del tipo "S", è la millesima macchina costruita dalla Breda nel 1908.                                                                                      |

### Fonti a stampa
- Pietro Accomazzi, Nozioni elementari sulla locomotiva delle strade ferrate, 7ª ed. riveduta ed ampliata sulle precedenti dall'ing. Ercole Garneri delle Ferrovie dello Stato, Torino-Genova, Lattes, 1923. Rist. anast.: Parma, Albertelli, 1986.
- Azienda autonoma delle Ferrovie dello Stato. Servizio Materiale e Trazione, La locomotiva a vapore, Roma, Collegio Ingegneri Ferroviari Italiani, 1971.
- Azienda autonoma delle Ferrovie dello Stato. Servizio Materiale e Trazione, Norme per il servizio pratico con locomotive a vapore, Roma, Collegio Ingegneri Ferroviari Italiani, 1971.
- Guido Corbellini, Il cinquantenario delle Ferrovie dello Stato, in 1905-1955. Il Cinquantenario delle Ferrovie dello Stato, in Ingegneria Ferroviaria, 9 (1955), n. 5-6, pp. 333-528 [ristampe in volume: Roma, Collegio Ingegneri Ferroviari Italiani, 1955; Roma, Collegio Ingegneri Ferroviari Italiani-Ponte San Nicolò, Duegi, 2005, ISBN 88-900979-0-6].
- Manlio Diegoli, La trazione a vapore, in Ingegneria Ferroviaria, vol. 16, n. 7-8, 1961,  pp. 671-680.
- Ferrovie dello Stato. Direzione generale. Servizio Trazione, Album dei tipi delle locomotive ed automotrici, Firenze, Ferrovie dello Stato, 1915, vol. I, tavv. ... Rist. anast.: Colleferro, Editrice di storia dei trasporti, 1979; Ponte San Nicolò, Duegi, 2005.
- Ministero delle Comunicazioni. Ferrovie dello Stato. Scuole Aiuto macchinisti, Nozioni di cultura professionale, vol. 2, parte 1, La locomotiva a vapore, Firenze, Soc. an. stab. tipografico già G. Civelli, 1940.
- [Luigi Velani], Le locomotive a vapore delle Ferrovie dello Stato italiano nel 1905 e nel 1911, in Rivista tecnica delle ferrovie italiane, a.1, 2 (1912), n. 1.
- Luigi Velani, Due nuovi gruppi di locomotive delle Ferrovie dello Stato italiano, in Rivista tecnica delle ferrovie italiane, a. 1, 2 (1912), n. 2, pp. 95–102 e tavv. XII e XIII.
- Giuseppe Vicuna, Organizzazione e tecnica ferroviaria, Roma, Collegio Ingegneri Ferroviari Italiani, 1968.

### Storiografia e complementi
- Nelle officine di Pietrarsa: una Grande Riparazione 50 anni fa, in I treni oggi, 3 (1982), n. 18, pp. 16-21.
- Neri Baldi (a cura di), Gruppo 685: cento anni di corsa, ed. Firenze, Pegaso, 2012.
- Italo Briano, Storia delle ferrovie in Italia, Milano, Cavallotti, 1977, volume 1. Le vicende.
- Italo Briano, Storia delle ferrovie in Italia, Milano, Cavallotti, 1977, volume 1. Le vicende.
- Italo Briano, Storia delle ferrovie in Italia, Milano, Cavallotti, 1977, volume 2.: La tecnica 1.
- Augusto Carpignano, La locomotiva a vapore. Viaggio tra tecnica e condotta di un mezzo di ieri, Savigliano, L'artistica editrice, 2008, ISBN 978-88-7320-191-5.
- Giovanni Cornolò, Locomotive a vapore FS, 2ª ed., Parma, Ermanno Albertelli, 1998, ISBN 88-85909-91-4.
- Alcide Damen, Valerio Naglieri, Plinio Pirani, Treni di tutto il mondo. Italia. Locomotive a vapore, Parma, Ermanno Albertelli, 1971.
- Luciano Greggio, Le locomotive a vapore. Modelli di tutto il mondo dalle origini ad oggi con dati tecnici, Milano, Mondadori, 1977.
- Peter Michael Kalla-Bishop, Italian State Railways steam locomotives, Abingdom, R. Tourret, 1986, ISBN 0-905878-03-5.
- Erminio Mascherpa, Gian Guido Turchi,La regina delle locomotive. Storia del Gruppo 685, Salò, Editrice Trasporti su Rotaie, 1984, ISBN 88-85068-02-2.
- Angelo Nascimbene, Aldo Riccardi, FS anni '50, Prima parte: Trazione a vapore e Diesel, Albignasego, Duegi, 1995.
- Angelo Nascimbene, Aldo Riccardi, 1905-2005. Cento anni di locomotive a vapore delle Ferrovie dello Stato, in Tutto treno tema, n. 20, 2005,  pp. 53-56, 59.
- Francesco Perticaroli, La qualità del servizio ferroviario nella percezione del pubblico e le sue connessioni con la potenzialità della rete, in Trasporti e trazione, 12 (1999), n. 4, pp. 110–121.
- Aldo Riccardi, Vapore: le ultime fumate, in Ferrovie italiane dal 1970 al 1980, Albignasego, Duegi, 1993.
- (EN) R. Tourret, Allied military locomotives of the Second World War, Abingdom, R. Tourret, 1995, ISBN 0-905878-06-X.
- Gian Guido Turchi, Vapore oggi, in I treni oggi, 1 (1980), n. 3, pp. 24-26.